# The Sun Always Shines on T.V. (Live)
«The Sun Always Shines On T.V. (Live)» es el único sencillo lanzado del álbum en directo de a-ha, How Can I Sleep With Your Voice In My Head.
Fue lanzado el 7 de marzo en Suiza, el 10 de marzo en Noruega, Alemania, Dinamarca, Austria y República Checa y el 17 de marzo en Suecia, en 2003.

## Vídeo musical
Se grabó material en directo de a-ha y backstages durante la gira del Lifelines WorldTour y al resultado del montaje se le añadió el tema recortado. Todo ello fue llevado a cabo por Lauren Savoy. El vídeo está disponible de forma comercial, incluido en el sencillo y en el DVD a-ha The Videos, disco promocional con vídeos de a-ha que se entregaba gratuitamente con la compra del álbum How Can I Sleep With Your Voice In My Head en las tiendas Fnac. Este movimiento sólo fue llevado a cabo por los almacenes españoles de la empresa.

## Listado de temas
Sólo salió en formato CD y el listado de temas varía según el lugar.

### Sencillo en CD
Alemania (promoción):
1. «The Sun Always Shines On T.V.» (Live - Single Edit) (3:59)

Alemania:
1. «The Sun Always Shines On T.V.» (Live - Single Edit) (3:59)
2. «The Sun Always Shines On T.V.» (Live - Álbum versión) (6:12)
3. «Scoundrel Days» (Live) (5:12)
4. «The Sun Always Shines On TV» (Enhanced Video) (3:59)

Noruega / Suecia:
1. «The Sun Always Shines On TV» (live - Single Edit) (3:59)
2. «Scoundrel Days» (Live) (5:12)